# Skardo
Skardo o Skardu (de vegades també Iskardo) és una ciutat del Gilgit-Baltistan, la principal del Baltistan i capital del districte de Skardu a les Àrees Septentrionals (Northern Areas) abolides l'estiu del 2009. Està situada a la vall de Skardu a la confluència de l'Indus i el Shigar, a uns 2500 metres d'altura. És una zona de turisme per alpinistes. La població són baltis en majoria però hi ha també xinesos, paixtus, panjabis, hunzakuts i fins i tot uigurs, a més de gent procedent d'arreu el Pakistan. La immensa majoria són musulmans incloent els baltis tibetans (convertits al segle xvi)

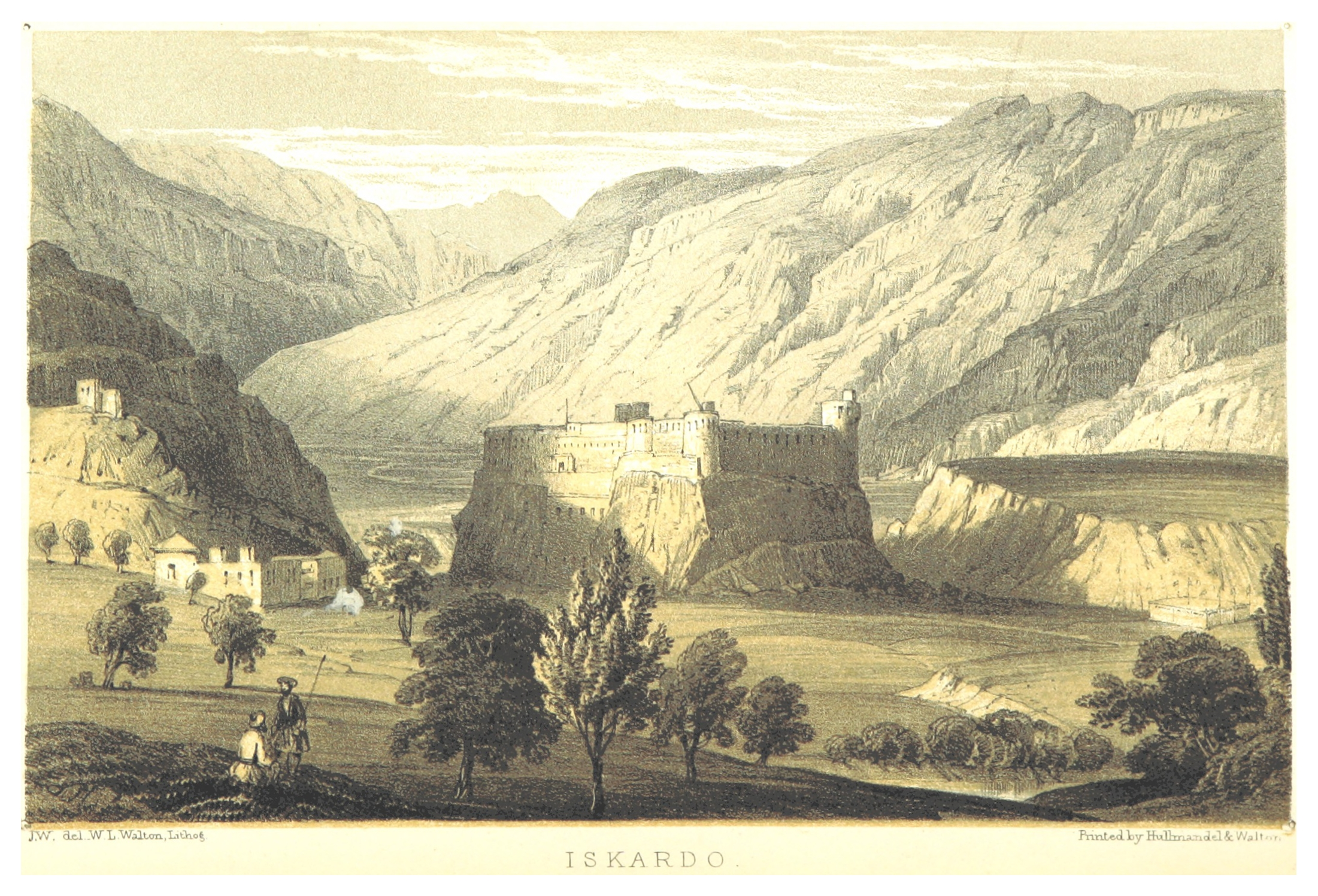
Fort d'Skardu - 1850

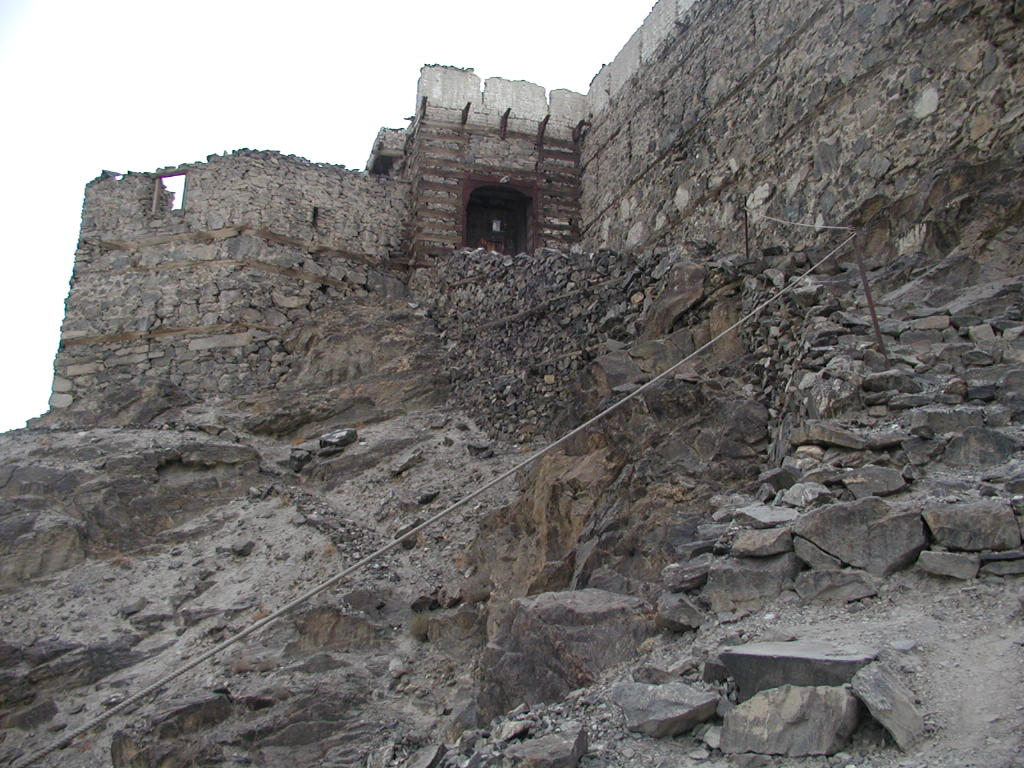
Entrada al fort d'Skardu

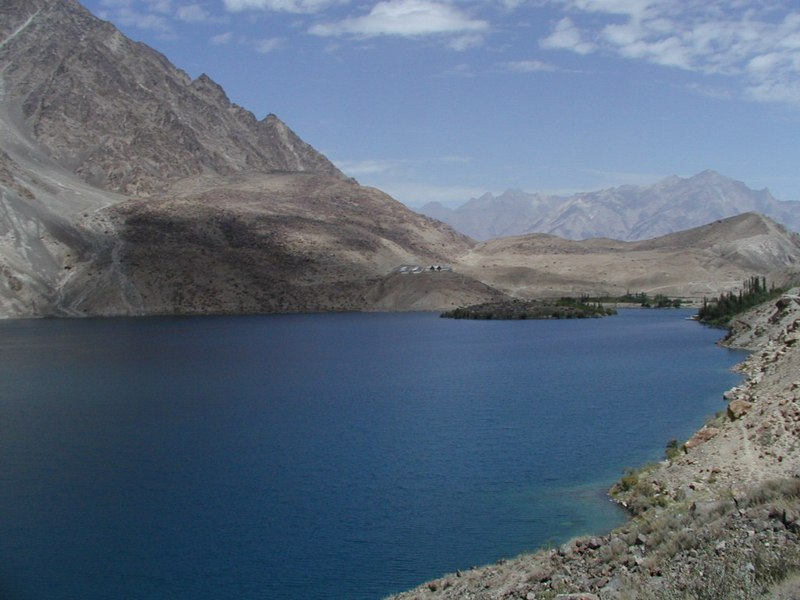
Llac Satpara

El fort de Skardu o de Kharphocho està a la cara oriental del Khardrong o Mindoq-Khar ("Castell de la reina Mindoq") un turó a 15 metres més amunt de la ciutat. Fou construït al segle VIII per la dinastia dels Rmakpon del Baltistan, i té una mesquita probablement del segle XVI; està format per set plantes. Té una bona vista de la vall de Skardu fins a l'Indus; fou destruït pels sikhs al segle xviii però arranjat després. El seu disseny recorda al palau de Potala o al palau Leh a Lhasa. Kharpochhe vol dir "Gran Fort" (Chhe = Gran). Ahmad Shah, excel·lent sobirà, fou el darrer que va governar, passant després a mans de Gulab Singh Caixmir.
A la rodalia hi ha tres llacs: el Kachura Superior, el Kachura Inferior (conegut com a Llac de Shangrila), i el Satpara (des de 2002 es va decidir construir una presa).
També a la vora de la ciutat hi ha l'aeroport de Skardu (codi IATA: KDU, codi ICAO: OPSD) que evita un desplaçament per carretera de 20/24 hores des d'Islamabad.